# Hellal Hosainie
Ahmad Hellal Hosainie (en pachto : احمد هلال حسینی), parfois orthographié Hosseini, est un footballeur international afghan né le 21 mars 1997. Il évolue au poste de gardien de but.

## Biographie

### En club
Formé au TS Ober-Roden, il y intègre l'équipe première lors de la saison 2016/17. Il dispute sa première rencontre le 17 août 2016 à l'occasion d'une victoire 8-0 en Kreispokal Dieburg face au Viktoria Klein-Zimmern. Quatre jours plus tard, il joue son premier match de championnat face au Türk Gücü Friedberg (victoire 2-1).
Après deux saisons dans son club formateur, il rejoint le FC International Leipzig. Il n'y joue alors aucun match, devant se contenter d'apparitions sur le banc, et quitte le club après une saison.
Il s'engage alors avec le FC Bayern Alzenau pour la saison 2019/20. Une nouvelle fois, il ne fait aucune apparition.
Lors de l'été 2020, il rejoint le SC Hessen Dreieich. Il joue son premier match sous ses nouvelles couleurs le 21 octobre 2020 face au SV Zeilsheim (victoire 3-1).

### En équipe nationale
Il est appelé avec l'équipe d'Afghanistan lors de trois rassemblements en 2019, toutefois il n'entre pas en jeu. Il honore sa première sélection le 14 juin 2022, lors du dernier match du troisième tour des éliminatoires de la Coupe d'Asie 2023 contre le Cambodge (match nul 2-2).

## Statistiques

### Sélections
| Liste des sélections d'Hellal Hosainie | Liste des sélections d'Hellal Hosainie | Liste des sélections d'Hellal Hosainie | Liste des sélections d'Hellal Hosainie | Liste des sélections d'Hellal Hosainie | Liste des sélections d'Hellal Hosainie                   | Liste des sélections d'Hellal Hosainie | Liste des sélections d'Hellal Hosainie |
| N°                                     | Date                                   | Lieu                                   | Adversaire                             | Résultat                               | Compétition                                              | But                                    | Notes                                  |
| -------------------------------------- | -------------------------------------- | -------------------------------------- | -------------------------------------- | -------------------------------------- | -------------------------------------------------------- | -------------------------------------- | -------------------------------------- |
| 1.                                     | 14 juin 2022                           | Salt Lake Stadium, Calcutta, Inde      | Cambodge                               | 2-2                                    | Troisième tour des éliminatoires de la Coupe d'Asie 2023 |                                        | Titulaire.                             |

## Palmarès
TS Ober-Roden
- Kreispokal Dieburg
  - Vainqueur : 2017-18